# Nepomirljivi (1992.)
Nepomirljivi (eng. Unforgiven) je američki vestern Clinta Eastwooda iz 1992. o umirovljenom revolverašu koji prihvaća još jedan posao radi novca. U ovom anti-vesternu, koji prokazuje nasilje i mit o Starom Zapadu, nastupili su Clint Eastwood, Gene Hackman, Morgan Freeman, Richard Harris, Jaimz Woolwett, Saul Rubinek i Frances Fisher.
Scenarij za film napisao je David Webb Peoples, a režirao ga je Eastwood. Film je osvojio četiri Oscara: za najboljeg sporednog glumca (Gene Hackman), režiju, montažu i najbolji film. Eastwood je posvetio film bivšim redateljima mentorima Donu Siegelu i Sergiu Leoneu.
Iako su oba smještena na Zapadu, ovaj film nema nikakve veze s istoimenim filmom iz 1960.

## Radnja
Film počinje u bordelu u Wyomingu 1880. Kauboj unakazi lice prostitutki jer je ismijavala njegove male genitalije. Šerif kažnjava kauboja i njegova prijatelja (koji je isprva držao prostitutku, a zatim pokušao zaustaviti napadača) sa sedam konja - koliko je zatražio vlasnik saloona i svodnik Skinny. Ostale prostitutke su ogorčene zbog toga što su kauboji prošli samo s globom te ponude nagradu od 1000 dolara onome tko će ubiti kauboje.
Scofield Kid (Woolvett), koji se naziva ubojicom, počinje tražiti partnere. Angažira Williama Munnyja (Eastwood) - zloglasnog umirovljenog revolveraša, ubojicu i bandita koji se oženio te promijenio pod ženinim utjecajem. Nakon ženine smrti živi kao udovac, otac dvoje djece i vlasnik male farme svinja koje umiru od svinjske groznice. Munny angažira i svog bivšeg partnera i susjeda, Neda Logana (Freeman), da im pomogne uloviti dvojicu muškaraca odgovornih za napad na prostitutke u zamjenu za veliku nagradu. 
U međuvremenu i drugi revolveraš, "English Bob" (Harris), počinje lov na nagradu. Bob dolazi u grad i šaljivo ustvrdi da ne nosi oružje sa sobom, iako se više nego očito primjećuje njegov pištolj. Bob je angažirao pisca da zabilježi njegova iskustva, u knjizi nazvanoj "Vojvoda smrti". Little Bill Daggett (Hackman), zlobni lokalni šerif i bivši revolveraš, zatvara Boba i njegova biografa. Nakon što ga je razoružao, Little Bill okrutno pretuče Boba, kao primjer svima koji pokušavaju pokupiti nagradu od prostitutki.
Dok Little Bill ismijava i vrijeđa zatvorenog English Boba, Logan i Munny pridružuju se Kidu. Nakon dolaska u grad jedne hladne, kišne noći, ulaze u saloon na piće te da bi se raspitali o nagradi. Munny ostaje za stolom dok Logan i Kid odlaze gore k prostitutkama. I dok čeka prijatelje, Little Bill otkriva da Munny nosi pištolj. U gradu je zabranjeno držanje oružja - dok su ulazili u grad Munny nije vidio (ili nije htio vidjeti) znak upozorenja postavljen uz cestu. Slab i bolestan, Munny nije u stanju oduprijeti se Little Billu, koji ga brutalno pretuče pred pomagačima. Munny se uspijeva izvući iz saloona, dok Ned Logan i Kid iskaču kroz prozor. Logan i Kid odvode Munnyja u brda iznad grada.
Munny se oporavlja uz pomoć prijatelja i prostitutki, te nakon oporavka, trojica muškaraca ubijaju iz zasjede u kanjonu jednog od dvojice kauboja. U tom trenutku Logan osjeća da više ne može podnijeti ubojstvo i odluči poći kući. Munny i Kid pronalaze i ubijaju drugog kauboja u poljskom zahodu.
Little Bill zatvara Logana te ga prebije kako bi izvukao iz njega sve informacije koje želi, te nepažnjom ubija srednjovječnog čovjeka. Loganovo tijelo je izloženo u otvorenom lijesu ispred saloona kao primjer pravde. Izvan grada, Kid je potresen ubojstvom koje je upravo počinio i priznaje da mu je to bilo prvo; odriče se svoje planirane karijere revolveraša, kazavši Munnyju rečenicu koja koja simbolizira naslov filma: "Mislio sam da mogu, ali sam shvatio da nikad ne ću biti razbojnik; nikad ne ću biti poput tebe". U strahu od Munnyjeve reputacije, Kid odbija svoj dio plijena, na što mu Munny odvraća "Opusti se, Kid, ne ću te upucati. Ti si jedini prijatelj kojeg imam...". Jedna od prostitutki donosi nagradu Munnyju i donosi vijest o Loganovoj smrti. Ovo razbjesni Munnyja, koji prekršivši svoju zakletvu da ne će piti, popije malo viskija, što simbolizira povratak njegovih starih problema s pićem i ubilačke prirode. Nakon toga odlazi u grad da se suoči sa šerifom.
Te noći, Munny ulazi u Greeley's Saloon gdje je Little Bill okupio potjeru za Munnyjem i Kidom. Munny zatraži vlasnika saloona držeći ih sve na nišanu. Kada se Skinny, vlasnik, predstavio, Munny ga upuca jednim hicem iz male udaljenosti. Little Bill opsuje Munnyja te mu kaže da je upravo ubio nenaoružana čovjeka, na što Munny odgovara, "Trebao se naoružati kad je već uredio saloon s mojim prijateljem". Slijedi pucnjava u kojoj Munny ubija članove potjere i ozbiljno ranjava Little Billa i njegova zamjenika. Pisac je zadivljen kako je Munny uspio svladati Little Billa s lakoćom i ostati neozlijeđen. Dok Munny puni ispražnjenu pušku, začuje kako Little Bill pokušava dosegnuti svoj pištolj. Munny staje na njegovu ruku i uperi pušku ravno u njegovo lice. Little Bill shvaća što slijedi, "Vidimo se u paklu, William Munny", na što Munny odvraća, "Da", i upuca ga u lice. Munny kreće prema vratima, pucajući u zadnjeg ranjenog zamjenika bez ciljanja. Nakon što je zaprijetio bilo kome tko bi mu se mogao naći na putu, napušta saloon i odlazi jašući na bijelom konju.
Film završava epilogom: "Nekoliko godina poslije, gđa. Ansonia Feathers doputovala je u okrug Hodgeman da posjeti posljednje počivalište svoje jedine kćeri. William Munny odavno je nestao sa svojom djecom... neki kažu u San Francisco gdje je, priča se, postigao uspjeh s tekstilnom robom. I nije bilo ničega što bi moglo objasniti gospođi Feathers zašto se njezina jedina kćer udala za poznatog lopova i ubojicu, opće ozloglašenog čovjeka neobuzdane ćudi."

## Teme

### Nasilje
Priroda nasilja pokazuje se kao glavna tema filma, te nesuglasje između stvarnog i izmišljenog nasilja. Dok većina vesterna veliča nasilje kao opravdano sredstvo, Nepomirljivi prikazuju nasilje mnogo realističnije, i pokazuju kako ono škodi svima oko sebe. Munny zacijelo ne glorificira svoju nevjerojatno poročnu i nasilnu prošlost - kad ga je šerif upitao je li on William Munny koji je ubijao žene i djecu, odgovara, "Ubio sam sve što je hodalo ili puzalo, a ovdje sam da ubijem tebe, Little Bill, zbog onoga što si učinio Nedu." Nema sumnje da postoji malo glamura u prikazu Munnyja kao opasnog i pokvarenog ubojice.
Ipak, film završava kontradiktorno, jer William Munny na kraju postaje junak iz klasičnih vesterna, jer pobjeđuje razbojnike u uobičajenoj sceni pucnjave. Bez obzira na to, ipak su mnogi kritičari i gledatelji smatrali film izrazito anti-nasilnim. Nadalje, iako se čini da je Munny "pobijedio" u klasičnom obračunu s razbojnicima, učinio je to na štetu svoje humanosti, koju se trudio održati u starosti kao čin iskupljenja za godine poročnosti.
Kao još jedan kontrast u odnosu na klasične prikaze nasilja u vesternima, on se sigurno ne temelji na klasičnim postavkama. Dok se sprema izaći iz saloona nakon "herojskog" obračuna s Little Billom i njegovom ekipom, Munny viče prema vani, "Ako vidim ikoga vani, ubit ću ga! Ako neki kujin sin zapuca na mene, ne samo da ću ubiti njega, ubit ću mu ženu - sve prijatelje - i zapaliti mu prokletu kuću!" Munny tada sjeda na konja i još jednom uzvikne da ako još netko naudi kurvama, on će se vratiti i "ubiti sve vas kujine sinove." Udaljavanje je brutalno realistično, za razliku od tužnih odlazaka u klasičnim vesternima kao što je Shane.

### Muževnost
Još jedna tema koja se pojavljuje kao veza između nasilja i muževnosti. Dvaput u filmu nasilje je povezano s doslovnom interpretacijom muškog spolnog organa; film počinje s prostitutkom koja je unakažena zbog ismijavanja kaubojeve muškosti. Drugi put, Little Bill izjednačava penis s pištoljem, dok objašnjava nadimak. Film dalje povezuje nasilje s muževnošću u Scofield Kidovim pokušajima da se dokaže, posebno kad se pokaže da ima slab vid.
U Nepomirljivim, nasilje nije slavno ni herojski čin, nego bolni pokazatelj muške nesigurnosti. Na ovo drugo posebno utječu žene. Najbolji primjer je kad William Munny spominje kako mu je pokojna žena pomogla da postane puno stabilniji i plemenitiji. Drugi primjer je Munnyjev sastanak s prostitutkom koja je napadnuta, koji otkriva njegovu plemenitu stranu. Nježne i senzibilne žene u dubokom su kontrastu s osvetoljubivom i nasilnom prirodom muškaraca. Međutim, za razliku od mnogih drugih tema u filmu, za utjecaj žena se ne može ustvrditi je li posve dobar ili loš. Dok u nekim situacijama djeluju kao civilizirana snaga, ipak prostitutke nude nagradu i zahtijevaju krv unatoč žrtvinoj spremnosti da oprosti svojim napadačima.
Dok je Clint Eastwood u prijašnjim ulogama često nastupao kao "Čovjek bez imena", anonimni stranac koji dolazi u grad da dovede stvari u red, William Munny može se doživjeti kao čovjek koji se pokušava otarasiti starog identiteta Čovjeka bez imena. Dok drugi likovi opisuju užase koje je počinio ranije u životu, on neprestano ponavlja da je to prošlost, te da se to dogodilo prije nego što mu je žena pomogla da prestane piti.

### Alkohol i nasilje
Alkohol i njegova poveznica s nasiljem je još jedna tema koja se obrađuje u filmu. Munny tijekom filma naglašava da je bio druga osoba prije nego što mu je žena pomogla da prestane piti, i stalno ponavlja da se ne sjeća mnogo toga iz svojeg ranog nasilnog života, jer je bio pijan. Munny je trijezan kad ubija prvog kauboja te se čini posve normalnim. Međutim, prema kraju filma, kad počinje piti nakon što je čuo što se dogodilo Nedu, ubrzo postaje užasna i zastrašujuća osoba. Dok ulazi u saloon, već je popio bocu viskija i u glavi mu je želja za ubojstvom.

## Kritike
Kritke su pretežno bile vrlo pozitivne. Film se pojavljuje na IMDb-ovoj listi 250 najboljih filmova i popisu 100 najboljih filmova u zadnjih 100 godina Američkog filmskog instituta. Godine 2005. Time.com proglasio ga je jednim od 100 najboljih filmova u zadnjih 80 godina. Mnogi kritičari pisali su kako je to elegija vestern žanru.
Roger Ebert napisao je famoznu kritiku u kojoj je filmu dao dvije zvijezde jer mu se film nije svidio. Nakon što su ga obožavatelji „bockali“ i poslije još priznanja filmu od strane kritike, Ebert je ponovno pogledao film i napisao puno bolju recenziju. Kasnije je o tom pisao u svojoj knjizi „Great Films Series“.

## Vanjske poveznice
- Nepomirljivi u internetskoj bazi filmova IMDb-a
- Nepomirljivi na Rotten Tomatoes
- Nepomirljivi na Box Office Mojo
- Nepomirljivi na Filmsite.org
- Nepomirljivi  Arhivirana inačica izvorne stranice od 22. travnja 2006. (Wayback Machine) na Arts & Faith Top100 duhovno značajnih filmova  Arhivirana inačica izvorne stranice od 3. ožujka 2011. (Wayback Machine)